# Politique étrangère de la Suède pendant la guerre froide

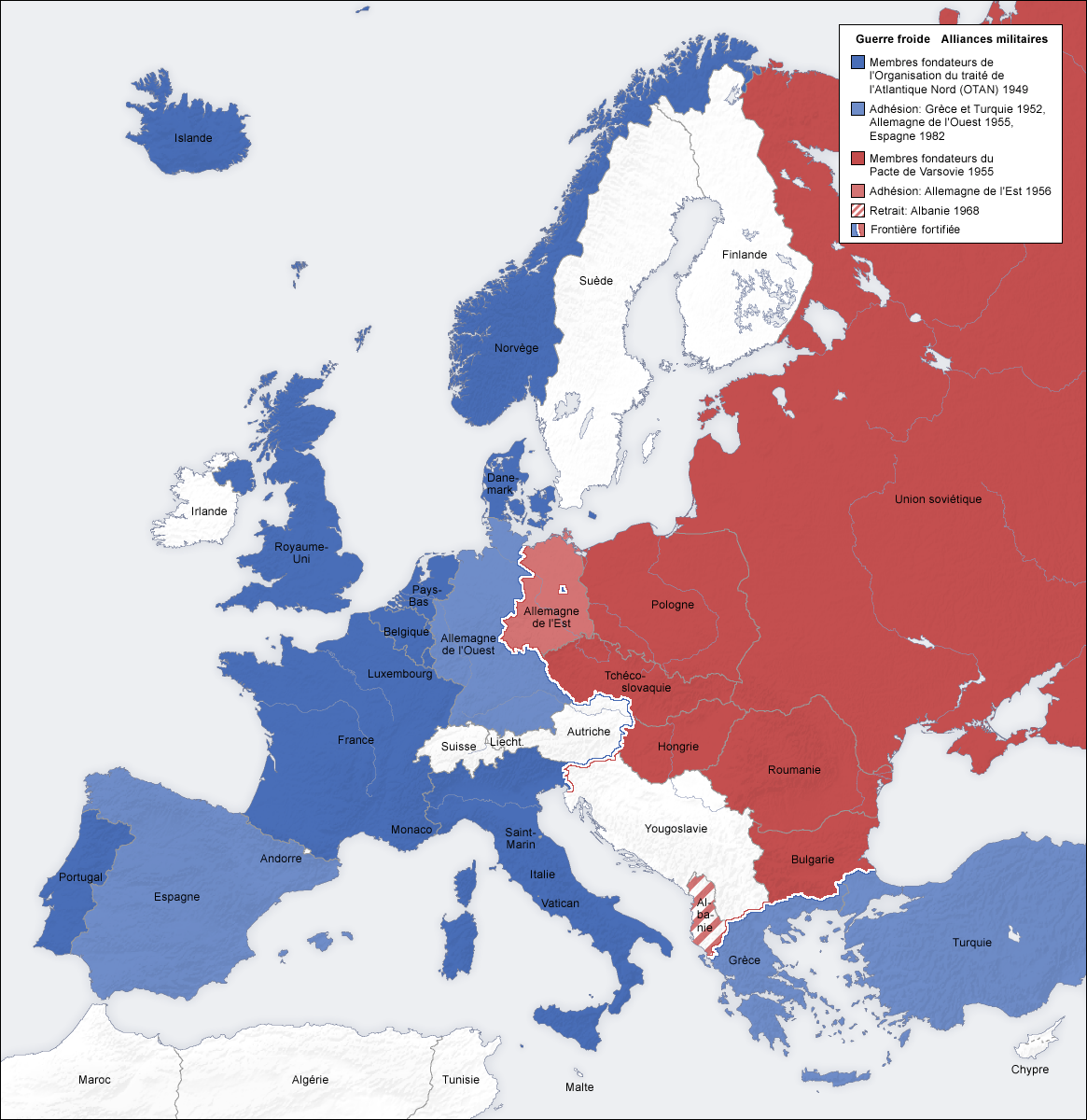
L'Europe pendant la guerre froide : la Suède affiche sa neutralité entre l'OTAN à l'ouest et le pacte de Varsovie à l'est.

La politique étrangère de la Suède pendant la guerre froide prend forme au lendemain de la Seconde Guerre mondiale, lorsqu'après avoir réaffirmé sa neutralité, le royaume scandinave se retrouve pris en tenaille entre l'OTAN à l'ouest et le pacte de Varsovie à l'est. En refusant toute alliance en temps de paix, la Suède espère rester à l'écart d'un éventuel troisième conflit mondial.
Stockholm s'efforce de donner publiquement des gages de sa neutralité en menant une politique conciliante envers les deux blocs, mais aussi en se montrant particulièrement virulent dans ses critiques adressées aussi bien à Moscou qu'à Washington. La Suède mène pourtant dans le plus grand secret une collaboration militaire avec les États-Unis et d'autres membres de l'OTAN.
Quelques épisodes restés célèbres ont marqué les relations internationales de la Suède pendant la guerre froide : l'extradition des Baltes (1945-1946), l'affaire du Catalina (1952), plusieurs affaires d'espionnage avec notamment l'arrestation et la condamnation des deux officiers Stig Wennerström (1963) et Stig Bergling (1979), le « discours de Noël » d'Olof Palme (1972) et une longue série d'intrusions sous-marines, réelles ou supposées, dans les années 1980.

## 1945–1949: Politique d'apaisement et extradition des Baltes
Immédiatement après la fin de la Seconde Guerre mondiale, on imagine que les conflits entre grandes puissances pourront être évités grâce à la création des Nations unies. L'ONU voit le jour en 1945, mais la Suède n'y adhère qu'en 1946, après quelques hésitations.
Vis-à-vis de l'Union soviétique, la Suède a pour objectif d'établir une relation de confiance. Elle espère aussi favoriser sa propre sécurité en œuvrant à la réduction des tensions entre les deux grandes puissances. Côté soviétique, on n'imagine guère que la Suède resterait neutre en cas de crise majeure. Peu avant la fin de la Seconde Guerre mondiale, l'ambassadrice soviétique à Stockholm Alexandra Kollontaï estime qu'en cas de futur conflit, la Suède adopterait une fois encore la politique qui était la sienne entre 1939 et 1945 : elle manœuvrerait intensément, et céderait à tous les compromis pour préserver sa neutralité.

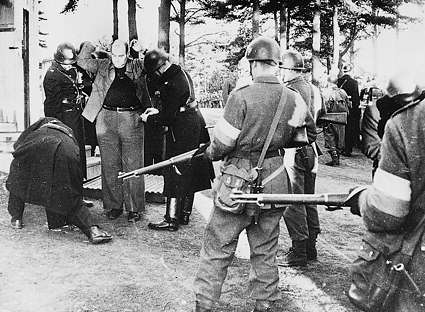
Extradition de soldats baltes et allemands en janvier 1946.

Les relations suédo-soviétiques sont marquées dans l'immédiat après-guerre par l'épisode dit de l'extradition des Baltes. Après la capitulation de l'Allemagne nazie, l'Union soviétique exige de Stockholm l'extradition des quelque 30 000 Baltes qui ont, à partir de 1944 et dans les derniers mois du conflit, traversé la mer Baltique pour trouver refuge en Suède. Moscou se ravise toutefois et, le 2 juin 1945, la demande officielle ne concerne plus que les militaires baltes ayant combattu dans les rangs de l'armée allemande. Le 15 juin, le gouvernement d'union nationale décide de répondre favorablement à la demande soviétique, et d'extrader également les militaires allemands réfugiés en Suède. Au total, il est question de 3 200 personnes, dont environ 160 Baltes. Cette décision est prise dans le plus grand secret.
Après la démission du gouvernement d'union nationale, le dossier est repris par le gouvernement Hansson IV. La décision d'extrader les réfugiés devient publique et un débat s'engage, sans que le gouvernement ne revienne sur sa position. Le 5 décembre 1945, l'Union soviétique rappelle dans un communiqué officiel la Suède à ses engagements. La question est soulevée au sein du conseil consultatif des Affaires étrangères du parlement suédois. Le Premier ministre Per Albin Hansson affirme que la Suède ne peut pas revenir sur sa promesse, et brandit la menace d'une démission gouvernementale si les parlementaires n'apportent pas leur soutien à sa politique étrangère. Ce sont finalement 2 518 personnes, dont environ 150 réfugiés baltes, qui sont extradées vers l'Union soviétique en décembre 1945 et janvier 1946 - le dernier bateau quitte la Suède le 25 janvier. Huit personnes sont jugées trop malades ou trop faibles pour le trajet,.
Grâce à la bonne volonté affichée par Stockholm lors de l'extradition des Baltes, les relations avec l'Union soviétique sont au beau fixe. En juin 1946, l'ambassadeur suédois à Moscou Staffan Söderblom fait savoir que Joseph Staline et Viatcheslav Molotov ont tous deux exprimé leur satisfaction concernant leurs relations avec la Suède. Fait rarissime, lorsque Söderblom quitte son poste d'ambassadeur le 15 juin 1946, il est reçu personnellement par Staline.
La Suède cherche à obtenir la confiance du Kremlin au travers d'une autre initiative : elle propose d'accorder à l'Union soviétique un prêt d'un milliard de couronnes, destiné à l'achat de marchandises suédoises. Cette idée est abordée par le gouvernement suédois dès l'automne 1944. À l'été 1945, Moscou propose le montant d'un milliard de couronnes, et les négociations démarrent au printemps 1946. Un vaste débat s'engage dans la presse suédoise, en particulier dans le quotidien Dagens Nyheter, dont le nouveau rédacteur en chef Herbert Tingsten est un opposant farouche au « prêt russe ». La question ne suscite pas non plus l'unanimité sur la scène politique : pour la droite suédoise, le chef des négociations Gunnar Myrdal est le promoteur d'une politique d'apaisement vis-à-vis de Moscou, et ses discussions avec le patronat suédois sont décrites comme une tentative autoritaire de mise au pas.
Le dossier Wallenberg est de son côté une source de frictions dans les relations suédo-soviétiques. Attaché de l'ambassade suédoise à Budapest pendant la Seconde Guerre mondiale, reconnu pour avoir sauvé la vie de plusieurs milliers de Juifs, Raoul Wallenberg a disparu après son arrestation par les troupes russes en janvier 1945. Moscou affirme ignorer tout du sort du Suédois, et évoque un possible meurtre commis par des bandits hongrois, à la faveur du chaos qui régnait dans le pays à la fin de la guerre. Les ministres des Affaires étrangères suédois, Christian Günther (en) puis Östen Undén, gèrent le dossier Wallenberg de la façon la plus prudente, sans doute pour ne pas nuire aux relations cordiales mais néanmoins fragiles entretenues avec Moscou.
Sur le plan de la politique de Défense, Stockholm s'emploie à créer une alliance entre les pays nordiques, indépendante des grandes puissances. Le 3 mai, le ministre des Affaires étrangères Östen Undén se rend à Oslo pour proposer l'amorce d'une collaboration entre la Suède, la Norvège et le Danemark. Les discussions sont surtout portées par la Suède et la Norvège, tandis que le Danemark se tient en retrait, mais on imagine qu'il finira par s'associer à toute décision prise par ses deux voisins du nord. En Norvège, les discussions entrainent un vaste débat dans les rangs du Parti travailliste : d'un côté, on souhaite éviter à tout prix un nouveau 9 avril 1940, de l'autre, une adhésion à l'OTAN signifierait que la Norvège serait automatiquement entrainée dans un conflit entre les grandes puissances. En janvier 1949, le Premier ministre norvégien Einar Gerhardsen se prononce pour l'adhésion de son pays à l'OTAN, ce qui est entériné par un vote du parlement le 29 mars 1949. Le projet suédois d'alliance nordique est mort-né.

## 1949–1961: Coopération avec les États-Unis et affaire du Catalina
Après la signature le 4 avril 1949 du traité de l'Atlantique nord, dont elle se tient à l'écart, la Suède se retrouve dans la position géopolitique qu'Östen Undén souhaitait éviter : prise en tenaille entre à l'ouest les membres de l'OTAN que sont le Danemark et la Norvège, et à l'est l'Union soviétique et la Finlande, dont les politiques de sécurité sont liées en vertu de l'accord d'amitié, de coopération et d'assistance mutuelle conclu en 1948.
Face à l'Union soviétique, le gouvernement suédois a à sa disposition deux stratégies. L'une d'elles est l'établissement d'une relation de confiance, par le biais d'actes de bonne volonté. L'autre est le recours à une forme de dissuasion : dans l'hypothèse où Moscou afficherait son désaccord sur une action ou à une proposition suédoise, l'opinion publique en Suède pourrait être tentée d'exiger un rapprochement avec le bloc occidental, ce qui serait contraire aux intérêts du Kremlin. Une telle forme de dissuasion est utilisée au printemps 1948 lors des négociations sur l'accord de coopération entre la Finlande et l'Union soviétique. L'ambassadeur suédois Rolf R:son Sohlman fait savoir qu'au cas où l'emprise soviétique sur la Finlande deviendrait trop forte, la neutralité suédoise serait remise en cause.
Plusieurs raisons expliquent les mauvaises relations entre la Suède et l'Union soviétique. Pendant la guerre de Corée, Stockholm soutient en envoyant un hôpital de campagne le Commandement des Nations unies en Corée menée par les États-Unis contre la Corée du Nord, soutenue par les Soviétiques. En septembre 1951, Ernst Hilding Andersson, sous-officier de la flotte suédoise, est arrêté et condamné à la prison à vie pour espionnage en faveur de l'URSS. En 1952, c'est au tour de Fritiof Enbom d'être jugé et condamné pour le même motif.

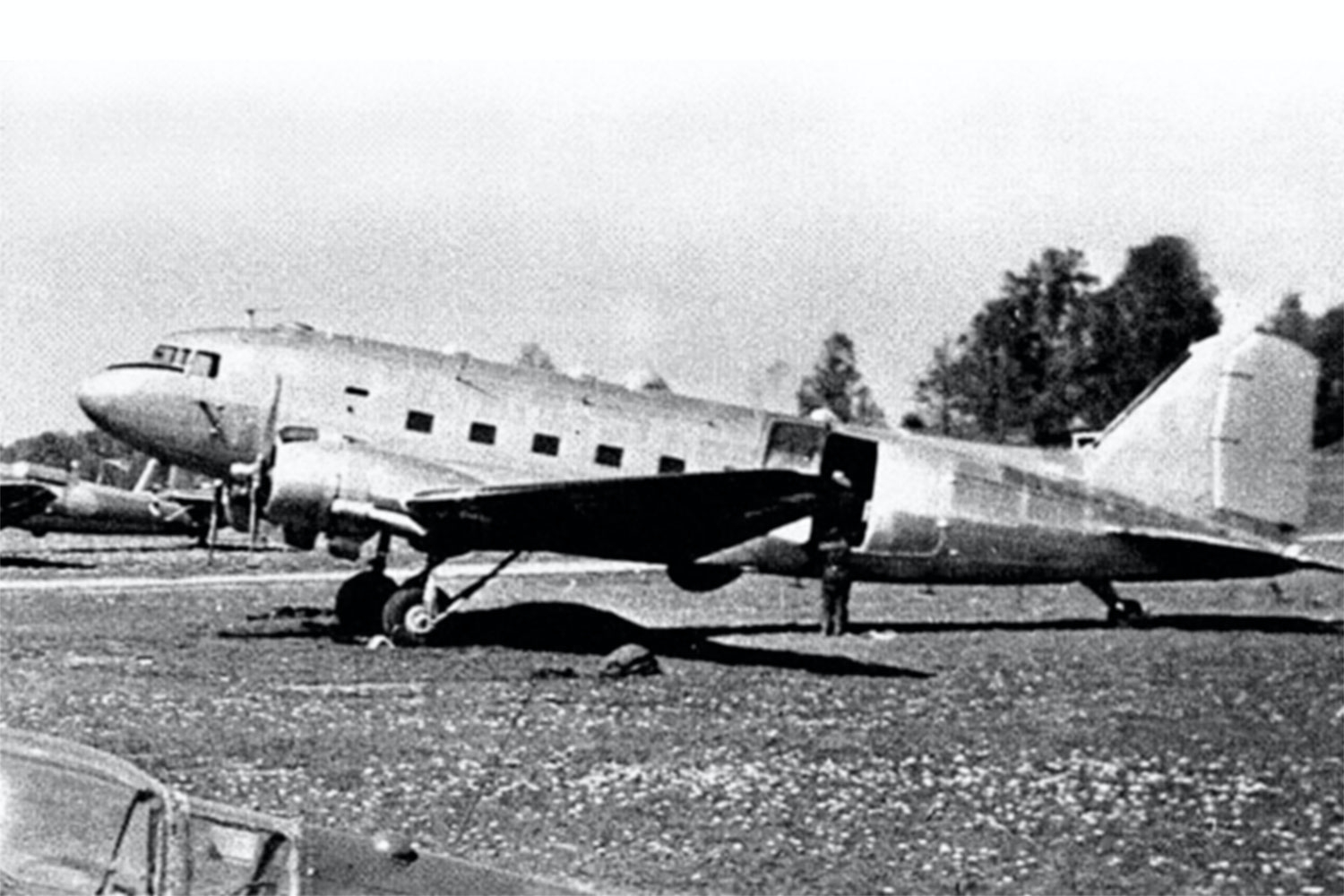
Le DC-3 Hugin sur la base de Barkarby près de Stockholm, peu avant sa disparition.

En 1952, Stockholm et Washington se lancent dans un programme commun de surveillance électromagnétique : les États-Unis fournissent à la Suède du matériel d'écoute, en échange des données collectées lors des missions de surveillance suédoises. Bien que frappé du plus haut secret, ce programme de coopération parvient aux oreilles de Moscou. Le 13 juin 1952 marque le point de départ de l'affaire du Catalina : un DC-3 suédois, effectuant une mission de surveillance électromagnétique, disparait au-dessus de la mer Baltique. Trois jours plus tard, un hydravion suédois de type Catalina participant aux recherches est abattu par l'aviation soviétique. Le gouvernement suédois proteste avec véhémence, tandis que l'Union soviétique nie toute implication dans la disparition du DC-3. Ce n'est qu'en 1991 que Moscou reconnaitra avoir abattu l'appareil au-dessus des eaux internationales de la Baltique. 
Même si l'objectif de créer une alliance militaire en Scandinavie n'a pas été atteint, une coopération entre les chefs militaires suédois et leurs homologues norvégiens et danois se met en place, afin de préparer une réponse commune en cas de crise.
Après la mort de Staline en mars 1953, on assiste à une détente entre les deux superpuissances. La guerre de Corée s'achève par un cessez-le-feu en juillet 1953. En juin 1954, le ministre des Affaires étrangères suédois Östen Undén visite l'Union soviétique, et en mai 1955 c'est au tour du vice-ministre des Affaires étrangères soviétique Andreï Gromyko de se rendre à Stockholm. La Finlande devient membre du Conseil nordique en 1955 et la base de Porkkala, située en territoire finlandais, est restituée par les Soviétiques en 1956. En mars de la même année, le Premier ministre Tage Erlander, le ministre des Affaires étrangères Östen Undén et le ministre de l'Intérieur Gunnar Hedlund se rendent à Moscou pour une visite officielle de douze jours. Le ministre des Affaires étrangères soviétique Viatcheslav Molotov affirme alors que l'Union soviétique attache « beaucoup d'importance à la neutralité de la Suède et à sa politique de non-alignement ».
L'entente cordiale entre la Suède et l'Union soviétique prend fin avec l'insurrection de Budapest en octobre 1956. Les protestations suédoises sont virulentes : « ce n'est pas la loi des hommes qui autorise l'Union soviétique à réprimer par la force toute tentative visant à transformer un régime communiste ». L'invasion de la Hongrie par les troupes soviétiques porte le sceau de « la loi du plus fort » selon le ministre des Affaires étrangères suédois Östen Undén.
Le 5 mars 1957, l'ambassadeur suédois à Moscou Rolf R:son Sohlman reçoit une note de protestation : les autorités soviétiques lui expriment leur mécontentement face aux activités d'espionnage menées par la Suède dans les pays baltes. Alors que l'Union soviétique s'attend à ce que le gouvernement suédois mette un terme rapide à ces agissements, Stockholm rejette les accusations soviétiques, qui sont qualifiées d'absurdes. Le 18 mars, l'Union soviétique réitère ses protestations. On apprendra plus tard que la Suède, par l'intermédiaire du bureau T (suédois : T-kontoret, une agence de renseignement active entre 1946 et 1965) menait effectivement des opérations d'espionnage dans les pays baltes, mais que le gouvernement n'en avait pas été informé.
Le 19 juillet 1959, Nikita Khrouchtchev est en visite officielle en Suède. Cette rencontre prévue de longue date est critiquée par le leader du Parti de droite Jarl Hjalmarson et par celui du Parti du peuple, Bertil Ohlin. Ce désaccord sur la politique suédoise envers l'Union soviétique débouche sur l'affaire Hjalmarson : le 27 juillet, le gouvernement suédois rejette la candidature du leader de l'opposition au poste de délégué auprès des Nations unies. Plus tard cette même année, le Premier ministre Tage Erlander exclut toute coopération militaire avec un État étranger : « la coopération militaire avec les membres des deux grandes alliances est absolument exclue si nous voulons conserver sa crédibilité à notre politique extérieure et de Défense ». Avec le recul, ses propos d'Erlander doivent être décrits comme volontairement trompeurs : la Suède avait alors des contacts avec la Norvège, le Danemark, le Royaume-Uni et les États-Unis concernant une éventuelle coopération militaire et/ou une assistance en cas de conflit.
En 1960, les États-Unis stationnent des sous-marins armés de missiles à moyenne portée Polaris à proximité immédiate de la côte ouest de la Suède, dans le but de pouvoir atteindre la région de Moscou depuis un site protégé. Ce faisant, ils offrent à son insu à la Suède une garantie de protection unilatérale : en cas d'attaque soviétique, le royaume scandinave serait soutenu militairement par Washington. Parallèlement, les États-Unis souhaitent voir renforcer les forces aériennes suédoises, afin qu'elles puissent s'opposer à l'aviation soviétique dans la zone de stationnement des sous-marins américains. À cet effet, des experts venus des États-Unis assistent Saab dans le développement du Saab 37 Viggen. Pour la même raison, Washington finance en partie le renouvellement de la flotte norvégienne, mettant l'accent sur la lutte anti-sous-marine.
En 1961, le ministre des Affaires étrangères Östen Undén lance au sein des Nations unies un projet de résolution qui prend le nom de plan Undén. Il s'agit pour les pays ne disposant pas de l'arme nucléaire de créer des zones régionales de non-prolifération. L'existence de ces zones devrait inciter les grandes puissances à la signature d'un accord mettant un terme aux essais nucléaires. Le plan Undén est soutenu par l'Union soviétique, qui avait précédemment mis en avant des initiatives similaires, mais il est critiqué par les États-Unis. Il est finalement adopté par l'Assemblée générale des Nations unies le 30 novembre 1961 (résolution 1664).

## 1962–1979: Tensions avec Washington sur fond de guerre du Viêt Nam

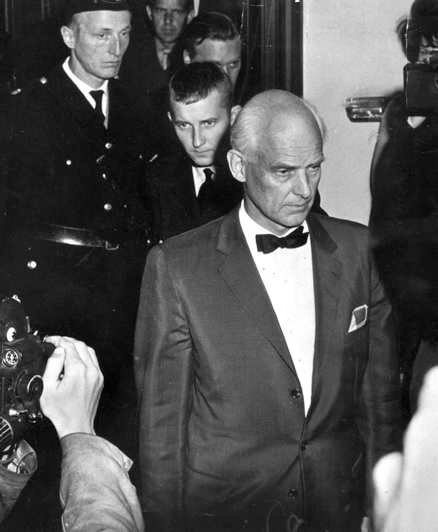
Stig Wennerström lors de son procès en 1963.

L'année 1962 marque une rupture dans la politique étrangère de la Suède : Östen Undén quitte le poste de ministre des Affaires étrangères qu'il occupait depuis 17 ans. L'année suivante est marquée par l'arrestation du colonel et diplomate Stig Wennerström, qui est condamné en 1964 pour espionnage au profit de l'Union soviétique.
Au début des années 1960, l'importance géostratégique de l'Europe du nord s'est clairement accrue. L'Union soviétique a investi massivement dans ses forces navales pendant les années 1950, et c'est à Mourmansk, sur la presqu'ile de Kola, qu'est stationnée la flotte du Nord, la plus puissante de la marine soviétique. Dans l'éventualité d'un conflit majeur, cette montée en puissance de la marine de guerre soviétique rendrait plus difficile pour l'OTAN le transport de troupes et de matériel à travers l'Atlantique Nord.
L'attitude des États-Unis face à la neutralité suédoise ressort d'un document cadre préparé en 1962 par le département d'État américain et rendu public depuis : Guidelines for policy and operations - Sweden 1962. Selon ce document, les États-Unis seraient disposés à voler au secours de la Suède en cas d'attaque soviétique ciblée contre ce seul pays. Dans l'hypothèse d'un conflit majeur en Europe, Washington espère que la Suède, si elle ne combat pas contre l'Union soviétique, conservera une neutralité bienveillante. Enfin, en cas d'attaque soviétique contre la Finlande, les États-Unis estiment vraisemblable que la Suède reconsidèrerait sa politique de non-alignement, et ils l'encourageraient alors à rejoindre l'OTAN. Il ressort du même document que la politique de neutralité suédoise est considérée positivement par Washington, dans la mesure où le royaume scandinave sert de tampon face à l'expansionnisme soviétique. Cette politique a le soutien de tous les partis politiques suédois, et grâce à sa longue tradition démocratique, la Suède est à l'abri d'un brusque changement de régime, tel qu'un coup d'État venu de la droite ou de la gauche.
À partir de 1965, la politique étrangère de la Suède devient plus active, le gouvernement suédois n'hésitant pas à critiquer ouvertement la situation intérieure d'autres pays. Avec l'opération Aspen, la Suède tente de se positionner comme médiateur entre les États-Unis et le Nord-Viêt Nam. Les principales critiques formulées par la Suède concernent les événements en Afrique (Afrique du Sud et Rhodésie), mais c'est la critique de la guerre du Viêt Nam qui est la plus remarquée. En 1967, le ministre des Affaires étrangères Torsten Nilsson affirme lors d'un discours aux Nations unies : « Ce peuple courageux, qui depuis maintenant un quart de siècle subit les horreurs de la guerre, doit enfin pouvoir vivre dans la paix et la dignité, sans intervention étrangère. Tel est le rêve de tous les Vietnamiens, un rêve que nous comprenons tous parfaitement ». L'année suivante, le gouvernement suédois se montre extrêmement critique envers la politique des États-Unis au Viêt Nam, qu'il estime ne pas pouvoir « concilier avec les valeurs démocratiques qui sont les [siennes] ».

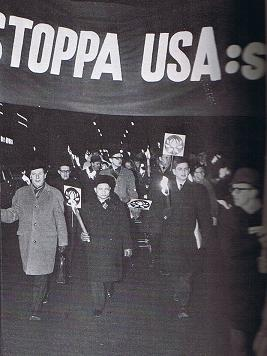
Olof Palme, alors ministre de l'Éducation, manifeste aux côtés de l'ambassadeur nord-vietnamien à Moscou Nhuyen Tho Chyan en février 1968.

Les relations entre les États-Unis et la Suède s'enveniment encore davantage en 1968. Olof Palme, alors ministre de l'Éducation, prend part à une manifestation contre la guerre du Viêt Nam au mois de février. Dans le discours qu'il prononce à cette occasion, Palme déclare : « la démocratie au Viêt Nam est évidemment représentée de bien meilleure façon par le FNL que par les États-Unis ou par les dictateurs qui leur servent d'alliés ». Sur une photographie restée célèbre, Palme apparaît marchant aux côtés de l'ambassadeur nord-vietnamien à Moscou. Exaspérés par la symbolique de cette image et par les propos très durs de Palme, les États-Unis décident de rappeler immédiatement leur ambassadeur à Stockholm William Heath. Avant son départ, Heath exprime les protestations des États-Unis au sujet des déclarations de Palme d'une part, et de l'accueil par la Suède de déserteurs américains d'autre part. Le premier ministre Tage Erlander et le ministre des Affaires étrangères Torsten Nilsson refusent tous deux de se démarquer des propos du ministre de l'Éducation.
Heath revient à Stockholm un mois plus tard. Selon une étude sur la politique de neutralité suédoise adressée à Washington par son ambassade, « les tendances erratiques de la politique étrangère suédoise [...] ont cédé la place à un romantisme de grande ampleur ».
Les relations entre la Suède et les États-Unis sont toujours au plus bas en 1969. Au mois de janvier, la Suède est le premier pays occidental à reconnaitre le Nord-Viêt Nam. Lors du congrès du parti social-démocrate en automne 1969, le ministre des Affaires étrangères Torsten Nilsson annonce que la Suède s'apprête à mettre en place un programme de coopération à hauteur de 200 millions de couronnes sur trois ans en faveur d'Hanoï. Après le départ de l'ambassadeur Heath en janvier 1969, il faut attendre avril 1970 pour que la toute nouvelle administration Nixon nomme un nouvel ambassadeur en Suède, Jerome H. Holland.
Lorsque l'Union soviétique envahit la Tchécoslovaquie en 1968 à la suite du Printemps de Prague, la Suède proteste et décrit l'occupation comme « une erreur politique tragique, et un crime contre les principes juridiques et moraux ».
Les relations avec les États-Unis s'améliorent quelque peu au début des années 1970. Nommé Docteur Honoris Causa du Kenyon College dans l'Ohio, Olof Palme profite de son séjour aux États-Unis pour rencontrer le secrétaire d'État américain William P. Rogers, à qui il promet que la Suède fera son possible pour obtenir des informations sur les prisonniers de guerre américains au Viêt Nam. La tension remonte à la Noël 1972 lorsque Palme, dans son « discours de Noël », fait un parallèle entre les bombardements américains sur Hanoï et les camps de concentration nazis. Les États-Unis protestent avec véhémence et font savoir entre autres qu'Yngve Möller, fraichement appointé ambassadeur de Suède à Washington, n'est pas le bienvenu. Les contacts restent tendus jusqu'en mars 1974. 
Les élections législatives suédoises de 1976 voient se multiplier les critiques envers les puissances étrangères, un développement inattendu dans la mesure où le Parti modéré avait précédemment dénoncé l'exploitation de la situation internationale à des fins de politique intérieure. Après l'arrivée au pouvoir de la coalition de droite, les critiques redoublent sur toute la période 1976-1982, en particulier envers Israël qui fait l'objet de remontrances officielles à 21 reprises. La Suède montre également du doigt l'Afrique du Sud en raison de sa politique d'apartheid, de l'invasion de la Namibie et de sa coopération avec la Rhodésie. Le 20 mars 1979, l'espion suédois Stig Bergling est arrêté en Israël avant d'être condamné le 7 décembre pour espionnage au profit de l'Union soviétique.

## 1980–1991: Crispation à l'est avec l'affaire des sous-marins
L'année 1980 marque le point de départ d'une ère nouvelle pour la politique étrangère de la Suède. Au mois de septembre, la marine suédoise prend en chasse un sous-marin au large de l'île d'Utö dans l'archipel de Stockholm. C'est la première d'une longue série d'intrusions - supposées ou avérées - de sous-marins soviétiques dans les eaux territoriales suédoises, qui vont nuire sérieusement aux relations entre les deux pays pendant plus de dix ans. 
Les relations entre Stockholm et Moscou sont pourtant cordiales au début de l'année 1980. Malgré l'invasion de l'Afghanistan par l'Armée rouge en 1979, le ministre suédois des Affaires étrangères Ola Ullsten se rend par deux fois en visite à Moscou dans les six premiers mois de l'année. 

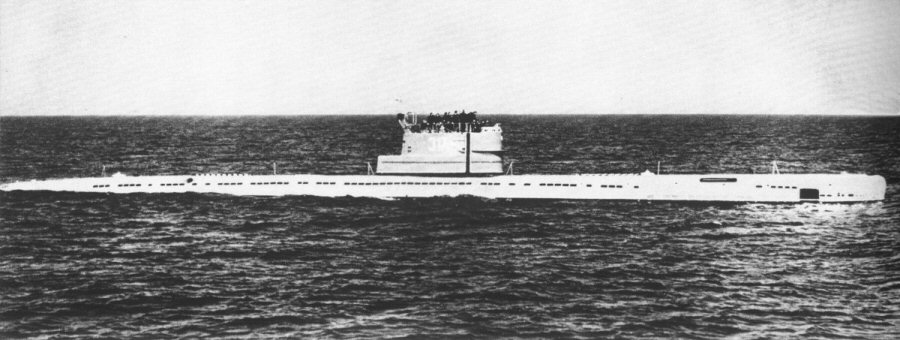
Un sous-marin soviétique de la classe Whiskey.

Mais le 18 septembre 1980, le mat d'un sous-marin est observé à une distance de 300 mètres par un membre d'équipage du remorqueur de la marine suédoise HMS Ajax, au large de Sandhamn dans l'archipel de Stockholm. Une grenade anti-sous-marine est larguée, mais sans résultat apparent. Le bâtiment est identifié par la marine suédoise comme appartenant à la classe Whiskey, un type de sous-marin dont disposent les flottes soviétiques et polonaises. L'événement confirme l'importance stratégique de la mer Baltique, même si cette intrusion sous-marine ne sera jamais confirmée, que ce soit par les autorités soviétiques (puis russes) ou sur la base de preuves matérielles. Au contraire, les images prises par la marine suédoise indiquent que la cible du bombardement était une épave et quelques rochers sous-marins.
Le matin du 28 octobre 1981, un sous-marin soviétique, le S-363, est découvert échoué sur la côte suédoise, à proximité de la base navale de Karlskrona, et à l'intérieur de la zone militaire interdite. Côté soviétique, on affirme que l'intrusion est due à une erreur de navigation. Le 5 novembre, le ministre des Affaires étrangères suédois Ola Ullsten proteste avec véhémence : « le gouvernement suédois exige que l'Union soviétique interdise toute répétition de cet affront fait à la Suède et aux principes élémentaires du droit international ». 
À l'automne 1982, on assiste à une véritable course poursuite sous-marine dans le Horsfjärd, un bras de mer de l'archipel de Stockholm situé à proximité des bases navales de Märsgarn, Muskö et Berga. En dépit des moyens déployés, y compris l'utilisation de grenades anti-sous-marines et de mines marines, la flotte suédoise ne parvient pas à mettre la main sur un quelconque submersible. Le 21 octobre, le gouvernement suédois met en place une commission pour enquêter sur l'incident. Dirigée par l'ancien ministre de la Défense Sven Andersson, cette commission remet le 26 avril 1983 un rapport qui, malgré l'absence de toute preuve matérielle, accuse l'Union soviétique d'être à l'origine des intrusions. Dans ses mémoires publiés en 2002, l'ancien ministre de l'Industrie Thage G. Peterson relate la colère d'Olof Palme, qui reproche à Sven Andersson d'avoir placé le gouvernement suédois devant un fait accompli. Si Palme n'est pas convaincu de l'implication de l'Union soviétique, Stockholm n'en adresse pas moins à Moscou une note de protestation : « Ces intrusions constituent un crime contre le droit international, dont le respect est une obligation et un objectif commun à toutes les nations. Elles s'inscrivent sans nul doute dans une série de tentatives intentionnelles et illégales d'explorer les eaux territoriales suédoises ». 
L'affaire des sous-marins met un terme au front commun affiché par les partis politiques suédois sur les questions de Défense. Lors du débat de politique générale au parlement le 6 février 1985, le chef du Parti modéré Ulf Adelsohn soupçonne le gouvernement social-démocrate de double-langage : une position publique ferme vis-à-vis de l'Union soviétique, mais une attitude conciliante dans ses relations quotidiennes avec Moscou. Le Premier ministre Olof Palme réplique : « Tous les ponts sont désormais coupés [avec l'opposition] en ce qui concerne la politique de Défense. Je le déplore amèrement. En cas de changement de gouvernement cet automne, une nouvelle politique de Défense sera mise en place, au risque d'entrainer la Suède dans un conflit ».
Les relations avec l'Union soviétique demeurent crispées pendant la première moitié des années 1980. En avril 1986, le Premier ministre suédois Ingvar Carlsson est en visite à Moscou, et en janvier 1988, c'est le Premier ministre Nikolaï Ryjkov qui se rend à son tour à Stockholm. À cette occasion, les deux pays parviennent à un accord sur le tracé des frontières dans la mer Baltique, source de tensions depuis 1969.
Dans les années 1980, les gouvernements socio-démocrates se font moins virulents que leurs prédécesseurs conservateurs des années 1970 dans les critiques qu'ils adressent à leurs homologues étrangers. Mais les pays pointés du doigt sont le plus souvent les mêmes, avant tout l'Afrique du Sud, mais aussi Israël envers qui les accusations se font plus véhémentes après le début de la première Intifada en 1987 : « notre solidarité avec le peuple palestinien nous conduit à condamner fermement la politique d'occupation israélienne et ses méthodes. Cette politique, qui contrevient au droit international et aux principes humanitaires, ne pourra jamais être justifiée ». Dans le même temps, les critiques envers l'OLP et les Palestiniens se font plus discrètes. Les deux superpuissances sont aussi pointées du doigt par Stockholm : l'Union soviétique à la suite de l'invasion de l'Afghanistan, et les États-Unis essentiellement pour leur politique en Amérique centrale : « il est absurde de prétendre que les ouvriers, les paysans, les étudiants et la classe moyenne se sont soulevés au Nicaragua, au Salvador ou au Guatemala sur ordre d'une puissance étrangère. Il est par contre évident qu'une puissance étrangère, à savoir les États-Unis, joue un rôle décisif dans le maintien au pouvoir de dictatures chancelantes ». 
Pendant cette période, les relations avec les États-Unis se détériorent pour plusieurs raisons. L'une d'elles est l'affaire Datasaab, du nom d'une entreprise suédoise ayant vendu à l'Union soviétique un système informatique civil de contrôle aérien, incluant des circuits imprimés d'origine américaine, dont les États-Unis refusent l'exportation. L'affaire Datasaab est révélée par le journal télévisé suédois Aktuellt à l'automne 1980. En mesure de rétorsion, les États-Unis refusent à la Suède l'achat de missiles AIM-9 Sidewinder et de réacteurs destinés aux avions Saab JAS 39 Gripen. Datasaab étant une entreprise en partie publique, Washington juge le gouvernement suédois coresponsable. L'affaire se poursuit jusqu'en 1984, lorsque le groupe Ericsson, qui a entre-temps pris le contrôle de Datasaab, est condamné à payer aux États-Unis une amende d'un montant d'environ 32,5 millions de couronnes. C'est finalement l'État suédois qui en paie 10 millions, tandis que Saab Scania prend en charge les 22,5 millions restants.
Les divergences entre Suédois et Américains concernent aussi le rôle des États-Unis en Amérique centrale. Le ministre des Affaires étrangères suédois Ola Ullsten affirme qu'avec le soutien des États-Unis à la dictature militaire de José Napoleón Duarte, il devient plus difficile d'envisager un terme à la guerre civile au Salvador, des propos qui soulèvent les protestations à Washington. Les critiques suédoises se poursuivent au cours des années 1980, et connaissent un nouveau point d'orgue le 3 février 1988. Le Premier ministre Ingvar Carlsson signe alors dans le quotidien Aftonbladet une tribune incitant les membres du Congrès des États-Unis à voter contre une rallonge budgétaire, proposée par le Président Ronald Reagan, visant à soutenir les Contras au Nicaragua. Dans ce pays, la Suède soutient en effet de son côté le gouvernement sandiniste.